# De geschikte jongen
De geschikte jongen is een roman, uitgegeven in 1993, van de Indiase schrijver Vikram Seth. Met zijn 1349 pagina's (1366 in de Nederlandse vertaling van Christien Jonkheer en Babet Mossel) is het een van de langste romans die in het Engels in één boekdeel zijn uitgebracht.

## Samenvatting
De geschikte jongen speelt zich af in de jonge staat India, vlak na de deling van Brits-Indië. De roman vertelt het verhaal van vier families over een periode van 18 maanden, waarin Mrs. Rupa Mehra's inspanningen om een geschikte bruidegom te zoeken voor haar jongste dochter Lata centraal staan. Lata is een 19 jaar oude universiteitsstudente, die de zeggenschap weigert van haar dominante moeder en haar vooringenomen broer Arun. Haar verhaal draait om de keuze die ze moet maken tussen de huwelijkskandidaten Kabir, Haresh en Amit.
De roman begint in de fictieve stad Brahmpur (in de eveneens fictieve deelstaat Purva Pradesh), die aan de Ganges is gelegen tussen Benares en Patna. Naast Brahmpur speelt het verhaal zich ook grotendeels af in Calcutta, Delhi en Kanpur. De geschikte jongen onderwerpt de nationale politieke kwesties van destijds aan een satirische blik, zoals:
- de eerste verkiezingen van het India na zijn onafhankelijkheid,
- het conflict tussen hindoes en moslims,
- de status van lagere kasten,
- landhervormingen,
- de teloorgang van feodale vorsten en grondbezitters,
- de afschaffing van het zamindar-systeem,
- academische conflicten,
- familierelaties en vele andere.

Het boek is onderverdeeld in 19 delen, die elk een andere verhaallijn behandelen. Vooraan in het boek worden al deze delen beschreven in een couplet op rijm, bij wijze van inhoudsopgave. Volgens Seth had de 18e-eeuwse Chinese roman Droom van de rode kamer van Cao Xueqin de grootste invloed bij het schrijven van De geschikte jongen. De roman wordt door critici en recensenten vaak vergeleken met Oorlog en vrede van Lev Tolstoj of Britse romans zoals Middlemarch, Bleak House of Vanity Fair.